# 名鉄東宝
名鉄東宝（めいてつとうほう）は、かつて名古屋市中村区名駅の「名鉄メルサ」（現・名鉄百貨店本店メンズ館）6階にあった東宝系の映画館。

## 歴史

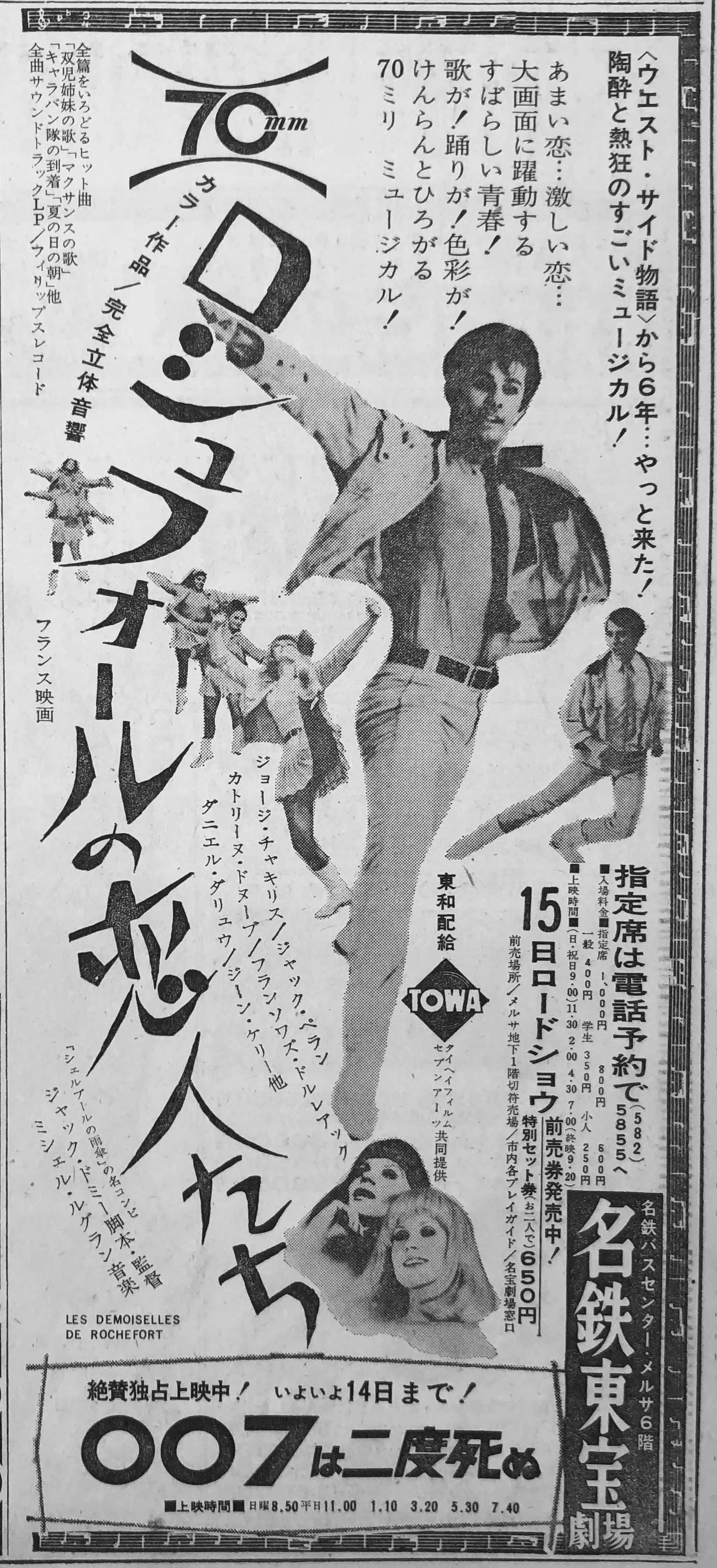
中日新聞に掲載された広告（1967年）

1967年（昭和42年）6月、名鉄メルサの開業と共にオープン。初上映作品は『風と共に去りぬ』。座席数は1,034席と、当時は愛知県内最大級の映画館だった。常に洋画の大作・話題作を中心に上映し、『スター・ウォーズ』『エイリアン』『バック・トゥ・ザ・フューチャー』『ジュラシック・パーク』『タイタニック』など数々のヒット作を上映した。
1998年（平成10年）7月11日、2館体制に分割してリニューアルオープン。名宝会館閉館後は東宝の邦画も上映していたものの、1995年に三重県桑名市に開館したワーナー・マイカル・シネマズ桑名を皮切りに、近隣に続々とシネコンが誕生し、客足を奪われ最盛期の半分程度まで動員が落ち込んだ。2007年にミッドランドスクエアシネマが開館することが止めとなり、メルサのメンズ館への改装するタイミングで閉館を決定。2006年（平成18年）2月24日の『THE 有頂天ホテル』の上映をもって39年の歴史に幕を閉じた。

## 各館の特徴
※館名と座席数は閉館時のもの。

### 名鉄東宝1
- 定員540人。東京の有楽座 / 日比谷映画劇場→日本劇場系の作品を主に上映。名宝会館などと並ぶ県内東宝系のチェーンマスター的存在だった。

### 名鉄東宝2
- 定員146人。1998年（平成10年）に2階席を分割してオープン。

※サラウンドEXとDTSは両館とも、SDDSは1のみ対応していた。